# Christopher Adolf
Christopher Silas Adolf (ur. 16 kwietnia 1976) – palauski lekkoatleta, olimpijczyk.
Podczas igrzysk w Sydney, Adolf wystąpił w eliminacjach biegu na 100 metrów. W wyścigu eliminacyjnym uzyskał czas 11,01 i zajął 8. miejsce, a tym samym odpadł z rywalizacji. Finalnie uplasował się na 82. miejscu.